# Axonopus longispicus
Axonopus longispicus är en gräsart som först beskrevs av Johann es Christoph Christian Döll, och fick sitt nu gällande namn av João Geraldo Kuhlmann. Axonopus longispicus ingår i släktet Axonopus och familjen gräs. Inga underarter finns listade i Catalogue of Life.